# Kazuyoshi Kumakiri
Kazuyoshi Kumakiri (熊切 和嘉, Kumakiri Kazuyoshi), né le 1er septembre 1974 à Obihiro dans la préfecture de Hokkaidō, est un réalisateur, scénariste et monteur japonais.

## Biographie
Né à Obihiro dans la préfecture de Hokkaidō, Kazuyoshi Kumakiri fait ses études à l'université des arts d'Osaka. Après plusieurs courts métrages comiques qui n'ont jamais été projetés en public, il présente son premier film Kichiku dai enkai, film d'horreur gore, en 1997. Filmé en format 16 mm, le film est présenté au festival du film de Berlin 1998, où il rencontre un certain succès auprès de la critique.

## Filmographie partielle
- 1997 : Kichiku dai enkai (鬼畜大宴会?)
- 2001 : Sora no ana (空の穴?)
- 2003 : Antenna (アンテナ, Antena?)
- 2006 : Freesia (フリージア, Furījia?)
- 2006 : Seishun ☆ kinzoku batto (青春☆金属バット?)
- 2008 : Nonko 36-sai (kaji-tetsudai) (ノン子36歳（家事手伝い）?)
- 2010 : Kaitanshi jokei (海炭市叙景?)
- 2012 : Bakugyaku famiiria (莫逆家族?)
- 2013 : Natsu no owari (夏の終り?)
- 2014 : Watashi no otoko (私の男?)
- 2017 : Mukoku (映画?)
- 2023 : 658km, Yoko no tabi (６５８ｋｍ、陽子の旅?)